# Fritz Pellkofer
Fritz Pellkofer, född 3 augusti 1902 i Bayrischzell i Bayern, död 23 januari 1943 i Rossosj i Ryska SFSR i Sovjetunionen, var en tysk längdåkare. Han var med i de olympiska vinterspelen 1928 i Sankt Moritz och kom på sextonde plats på 50 kilometer. Han rapporterades saknad i strid under andra världskriget i Sovjetunionen.